# Lillesand
Lillesand er en by og en kommune i Agder fylke i Norge. Kommunen opstod i 1962, da de tidligere kommuner Vestre Moland og Høvåg samt ladestedet Lillesand blev slået sammen. Den grænser i vest til Kristiansand, i nord til Birkenes og i nordøst til Grimstad. Gennem Lillesand kommune løber fra Kristiansand til Grimstaden en firsporet motorvej (E 18), der åbnede i 2009. I Lillesand kommune bor der ca. 10.700 mennesker (inkl. Høvåg). Indbyggertallet øges kraftigt om sommeren.
Skærgården er Lillesands største attraktion. Kyststrækningen Lillesand – Kristiansand rummer mange idylliske, små øer.

## Byen
På gården Møglestus grund voksede først i 1600-tallet strandstedet Sanden som ladeplads for tømmer. Den første indbygger omtalt i skriftlige kilder er Jens smed, som i 1610 nævnes i en skatteliste. Før Kristiansands grundlæggelse hed strandstedet Sanden, fordi det lå ved Sandsbækkens udløb; byen ligger på sand. Det nuværende navn er indført for at skelne mellem de to nabobyer. Byen voksede langsomt gennem 1600- og 1700-tallet, og i 1800-tallet tiltog væksten for alvor, og i 1821 fik Lillesand status som ladested. 
I 1830 gik man grænsen op mellem Lillesand og det omliggende Vestre Moland, og nogle af grænseskellene ses endnu i terrænet. Sin storhedstid havde byen i sejlskudetiden i sidste halvdel af 1800-tallet. Fra 1890-årene stagnerede byen i forbindelse med overgangen fra sejl til dampskibe. 

## Stormagternes sammenstød i Lillesand
Blandt de første, der fik skøde på en ejendom i Lillesand centrum, var Jacob Justssøn Wolff fra Fredrikstad. Han fik i 1633 bygget et gæstgiveri ved udløbet af Sandsbækken. I dag ligger Lillesand bibliotek på grunden. Wolffs kone, Agnete, var datter af sognepræsten i Vestre Moland, Lauritz Nilssøn. Deres nye hus blev velsignet af præsten Daniel Mathæussen fra Jemtland, og Wolff skrev i sin almanak for 1636: "5. april begyndte jeg i Guds navn at sætte min kaj op på Sanden, som jeg har øvrighedens seddel på." Han købte tømmer fra de lokale skovejere og lod det ligge på stranden til skib med opkøbere. Særlig fyrretræ blev eksporteret både til skibs- og husbygning. Eg var mest efterspurgt; men det var forbudt at udføre egetræ fra Norge. Wolff indførte varer fra Holland som vin, tobak og krydderier, fine stoffer og hatte. I 1630-40'erne var der årlig omkring 1.200 hollandske anløb i norske havne. I Spanien sad Filip 4. på tronen. 1583-1646 var den franske by Dunkerque under Spanien, som ville udbygge Dunkerque til en frihavn for fribyttere for at ødelægge den hollandske søfart. I små, hurtige fregatter færdedes de overalt i Nordsøen, kidnappede hele besætninger og stjal last og skibe. Gang på gang kom hollandske skibe ind i havnene, hentede egetømmer, hvad der var strengt forbudt. De dansk-norske embedsmænd måtte nøjes med indsigelser, våbenløse som de var. Christian 4. gjorde heller intet for at stanse trafikken. Men om formiddagen 22. juli 1640 lagde en dunkerque-pirat til i Homborsund, en lille fregat på jagt efter hollandske handelsskibe. Den blev imidlertid observeret af en hollandsk konvoj med over 30 kanoner og 100 mand, ledet af kaptajn Malcontent, der straks begyndte at skyde på kaperen. Den franske skipper antændte sin fregat og roede med mandskabet i mindre både ind til Sanden (Lillesand), hvor de gik i land på Wolffs nye kaj. Gæstgiveren og et par andre, deriblandt Wolffs svoger, tingskriver Mads Thuessøn fra Grimstad, kom ned til de franske gaster, der tilbød at købe deres våben. Men lige pludselig kom hollænderne stormende; de var lige så stille gået i land i Tingsagerfjorden og var rasende, fordi de troede, nordmændene ville hjælpe dunkerquerne. Tingskriveren flygtede op i Reveråsen og gemte sig, mens hollænderne beskød mændene på kajen. Wolff segnede om, ramt i hovedet. Hollænderne trængte sig ind i husene, skød i vægge og tag, stjal tøj og truede Wolffs enke på livet, hvis hun ikke ville vise, hvor andre havde gemt sig. Men nu kom der folk fra Tingsager, Møglestu og Lofthus til og fik hollænderne jaget på flugt. Episoden medførte lange, resultatløse, diplomatiske forhandlinger om straf og erstatning til enken. Kaptajn Malcontent turde dog ikke at færdes i norske farvande mere. Enken Agnete Lauritsdatter sad tilbage med fire børn og giftede sig igen med Børge Trulssøn i 1645. En gade i Lillesand er opkaldt efter ham.  Han var også blandt de første ejendomsbesiddere i byen. 

## Krigen kom først til Lillesand
Under den tyske invasion af Norge i 1940 blev det tyske troppetransportskib MS Rio de Janeiro torpederet udenfor Ågerøya ved Lillesand. Det skete 8. april, altså dagen før selve invasionen. Vraget er senere fundet.  Skibet blev sænket af den polske ubåd Orzel, som senere blev sænket af tyske fly. Lokale fiskere reddede tyske soldater og mandskab op. 
Omkring 130 forliste tyske soldater måtte dermed indkvarteres i Lillesand. Få nordmænd forstod, at der var tale om en tysk invasionsstyrke; kun politifuldmægtig Nils Onsrud (1909-1975) anede uråd: "Ud fra de oplysninger jeg straks fik af de sårede, herskede der allerede 8. april ingen tvivl om, at transportskibet var på vej til Norge, og at krigen stod for døren." Nils Onsrud anses dermed som den første, der forudså det tyske angreb på Norge 9. april 1940; han var også den første i landet, der afvæbnede tyske soldater, men hans varsler til de militære myndigheder og forsvarsministeren blev ignoreret. Under krigen blev han som frihedskæmper i Arendal arresteret i 1942 og sat i koncentrationslejren Natzweiler. 

## Kendte med tilknytning til stedet
- Christian Lofthuus (død 1797), oprørsleder [8]
- Gabriel Scott (1874–1958), forfatter [9]
- Hans Jacob Grøgaard († 1836), præst, politiker, eidsvollsmand
- Johan Reinert Reiersen († 1861), redaktør og udvandrerpioner (Texas)
- Noan Christian Gauslaa, skoleleder, stortingsmand († 1952)
- Tine Sundtoft (1967-), politiker, regeringsmedlem 2013-2015